# Дурмены
Дурмены (дурманы) —  одно из ранее крупных и компактно расселенных узбекских племён. Они занимали долину среднего и нижнего течения Кафирнигана (Гиссарское и Кабадианское бекства) и северную часть Бабатагских гор (на севере от урочища Гаурдак). По данным переписи населения Таджикистана 2010 года численность дурменов в стране составила 7608 человек.
Исследователи отождествляют дурменов с дурбенами и включают их в число племён монгольского происхождения. По мнению ряда авторов, дурмены родственны дуванам.
По месту обитания дурмены делились на две большие группы — гиссарских и кабадианских. Их родоплеменная структура в памяти стариков сохранилась нечетко. Б. Кармышева записала её в 1959, 1964 и 1966 гг. от трёх информаторов. Один из них считал, что племя дурмен состоит из четырёх подразделений: учуру, кыяннама, гурдак и саксан, а два других делили дурменов на два подразделения — учуру и кыяннама (названия же саксан и гурдак им были неизвестны).
Б. Кармышевой отмечены также следующие этнонимы, место которых в генеалогической таблице осталось неясным: алагунан, коштамгалы-джашкак, адирбиль, бештанбир и чарчур.
По материалам Н. Г. Борозны, дурмены Бабатага состояли в основном из родов гурдак, ногай и чарчур.
К дурменам относили себя некоторые представители малочисленной группы узбеков джиланны, жившей в Кабадианском бекстве, исключительно в Бешкентской долине, в кишлаках Бешкапа, Тулхар и Сангово. 
Часть джиланны относили себя к дурменам, возможно, потому, что дурмены в Кабадианском бекстве были господствующей этнической группой, подобно тому как дурменами считали себя и кабадианские таджики-чагатаи.
Согласно переписям населения Таджикистана 2000 и 2010 годов дурмены выделяются отдельно от узбеков как самостоятельная этническая группа. Их численность по переписи 2000 года составляла 3 502 человека, а по переписи 2010 года — 7 608 человек.